# Pteronemobius qinghaiensis
Pteronemobius qinghaiensis är en insektsart som beskrevs av Yin, Haisheng 1998. Pteronemobius qinghaiensis ingår i släktet Pteronemobius och familjen syrsor. Inga underarter finns listade i Catalogue of Life.